# La Peau blanche
La Peau blanche (La pell blanca) és una pel·lícula de terror quebequesa del 2004  dirigida per Daniel Roby i protagonitzada per Marc Paquet i Marianne Farley. És una adaptació de la novel·la epònima de Joël Champetier del 1997. Es va fer el llançament en vídeo als Estats Units sota el títol Cannibal. La pel·lícula va guanyar el premi a la Millor pel·lícula canadenca al Festival Internacional de Cinema de Toronto de 2004, i el Claude Jutra Award a la millor pel·lícula d'un director novell als 25th Genie Awards.

## Sinopsi
En Thierry i l'Henri, estudiants que comparteixen pis, decideixen passar una bona estona amb dues prostitutes que es troben en un bar. Una d'elles intenta tallar el coll a l'Henri abans de fugir. Poc després, en Thierry es topa amb una música amb qui s'obsessiona tant que acaben tenint una relació quan es troben de nou a la universitat. L'Henri troba sospitosa aquesta noia, mentre que ella confessa a en Thierry que té un càncer. La família de la Claire desaprova aquesta relació i una de les seves germanes acaba sent l'agressora de l'Henri. En Thierry descobrirà que res a la família de la Claire és el que sembla.